# Hasselbackspotatis

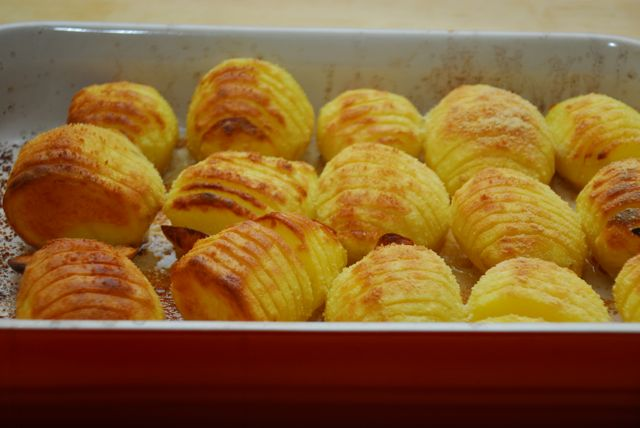
Hasselbackspotatis dans un plat allant au four.

Les hasselbackspotatis (en suédois : pommes de terre Hasselback, ou pommes de terre à la Hasselbacken) sont une recette de pommes de terre cuites, où les pommes de terre sont coupées en tranches minces environ jusqu'à la moitié (on peut s'aider d'un manche de cuiller en bois pour éviter de couper jusqu'au bout). Du beurre, de la chapelure et des amandes sont ajoutés sur le dessus des pommes de terre lors de la cuisson.

## Origines
La recette des hasselbackspotatis aurait été créée en 1953, par Leif Elisson, de Värmland, qui était en formation pour devenir chef de cuisine au restaurant Hasselbacken sur l'île de Djurgården à Stockholm.
Cependant, il existe une recette de « pommes de terre frites au four (pommes de terre Hasselback) » dans le Prinsessornas kokbok (Le Livre de cuisine des princesses) de Jenny Åkerström en 1929, ce qui amène à se demander si la recette provient bien du restaurant.